# Etemad
Etemad (en persa اعتماد) és un diari reformista de l'Iran que es publica a Teheran. Està dirigit per l'exdiputat a l'Assemblea Consultiva Islàmica Elias Hazrati.

## Història
El primer número d'Etemad es va publicar a Teheran l'any 2002. El seu editor en cap és Behrooz Behzadi. El seu consell editorial inclou periodistes que havien treballat anteriorment en revistes i diaris que van ser prohibits pel poder judicial iranià.
Etemad va ser prohibit temporalment pel sistema judicial iranià l'1 de març de 2010. Va publicar una història sobre la reacció a l'estrena d'una pel·lícula que mostrava l'atac policial a la Universitat de Teheran al juny, només tres dies després de les eleccions presidencials iranianes de 2009. Al cap de nou mesos va poder-se a tornar e editar. Etemad sovint s'havia mostrat crític amb el govern de Mahmoud Ahmadinejad.